# Claire Austin
Augusta Marie Austin (Yakima, 21 de noviembre de 1918; 19 de junio de 1994), conocida como Clarie Austin, fue una cantante estadounidense de jazz. Especialmente popular en la década de 1950, su trabajo se caracteriza por la fusión de elementos del blues clásico con el jazz tradicional.

## Biografía
Estudió piano en Tacoma, y sus primeras actuaciones las realizó en diversos clubes nocturnos del noroeste de Estados Unidos. A mediados de la década de 1940 se trasladó hacia el Medio Oeste. Grabó con Turk Murphy y Kid Ory en los cincuenta y lideró un grupo de estrellas musicales en 1955 y 1956. Grabó su propio LP con Bob Scobey como compañero. 